# Fidicina
Genre
Fidicina  est un genre d'insectes hémiptères de la famille des Cicadidae (cigales), de la sous-famille des Cicadinae, de la tribu des Fidicinini (Distant, 1905), de la sous-tribu des Fidicinina (Boulard & Martinelli, 1996).

## Dénomination
- Genre décrit par les entomologistes français Charles Jean-Baptiste Amyot & Audinet Serville en 1843.

## Espèces
- Fidicina ethelae (Goding, 1925)
- Fidicina mannifera (Fabricius, 1803)

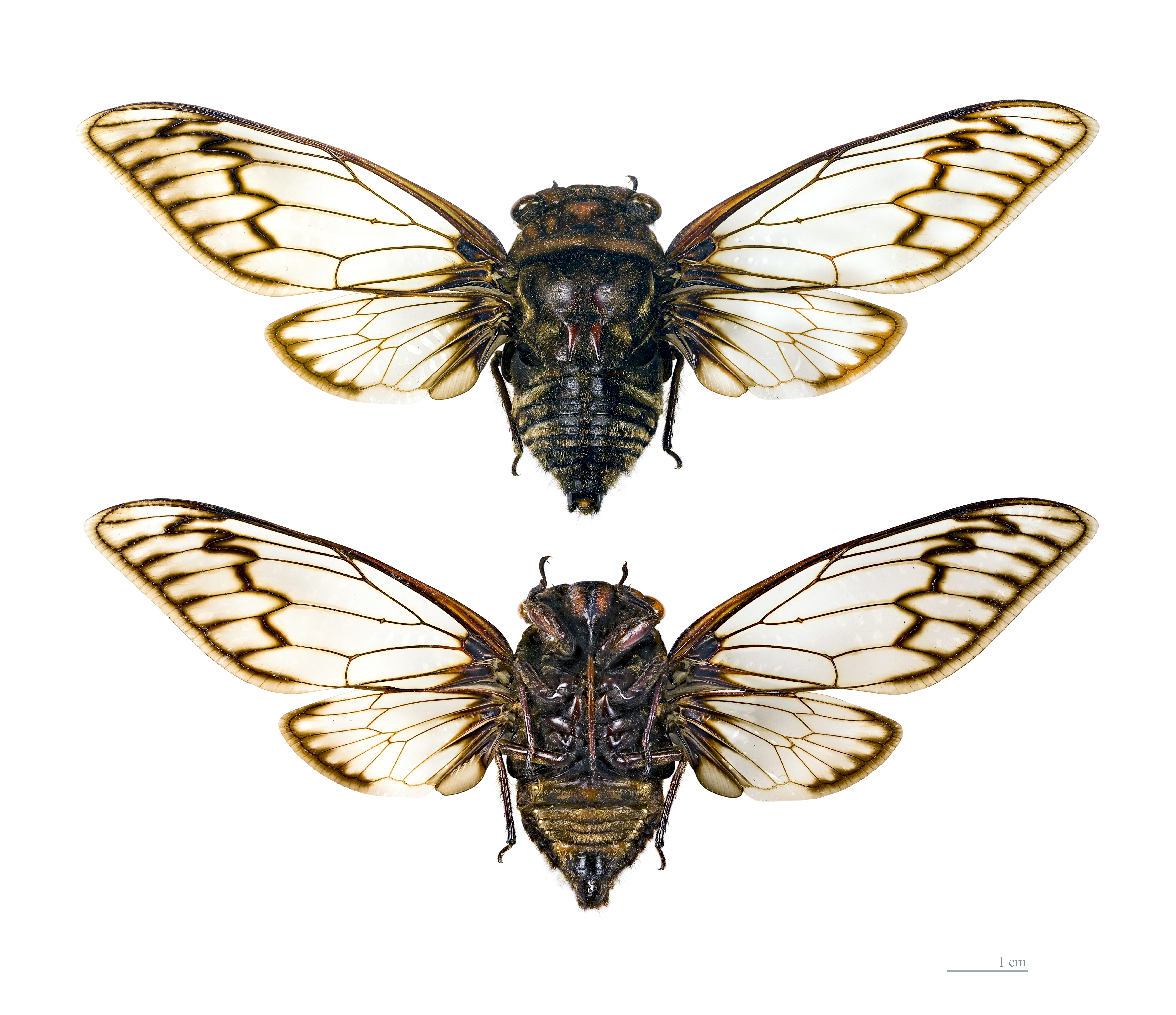
Fidicina ethelae
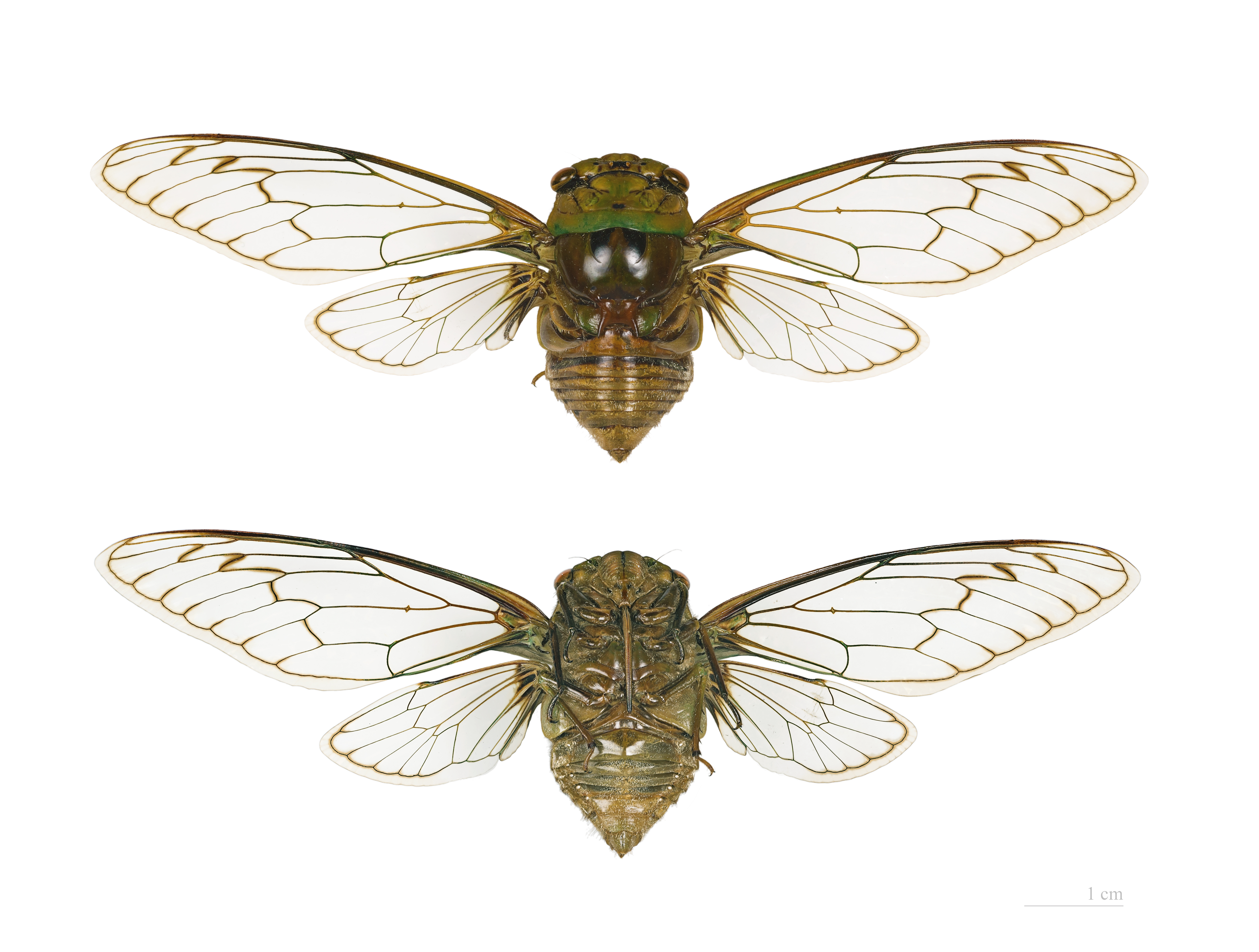
Fidicina mannifera